# Shrirangapattana

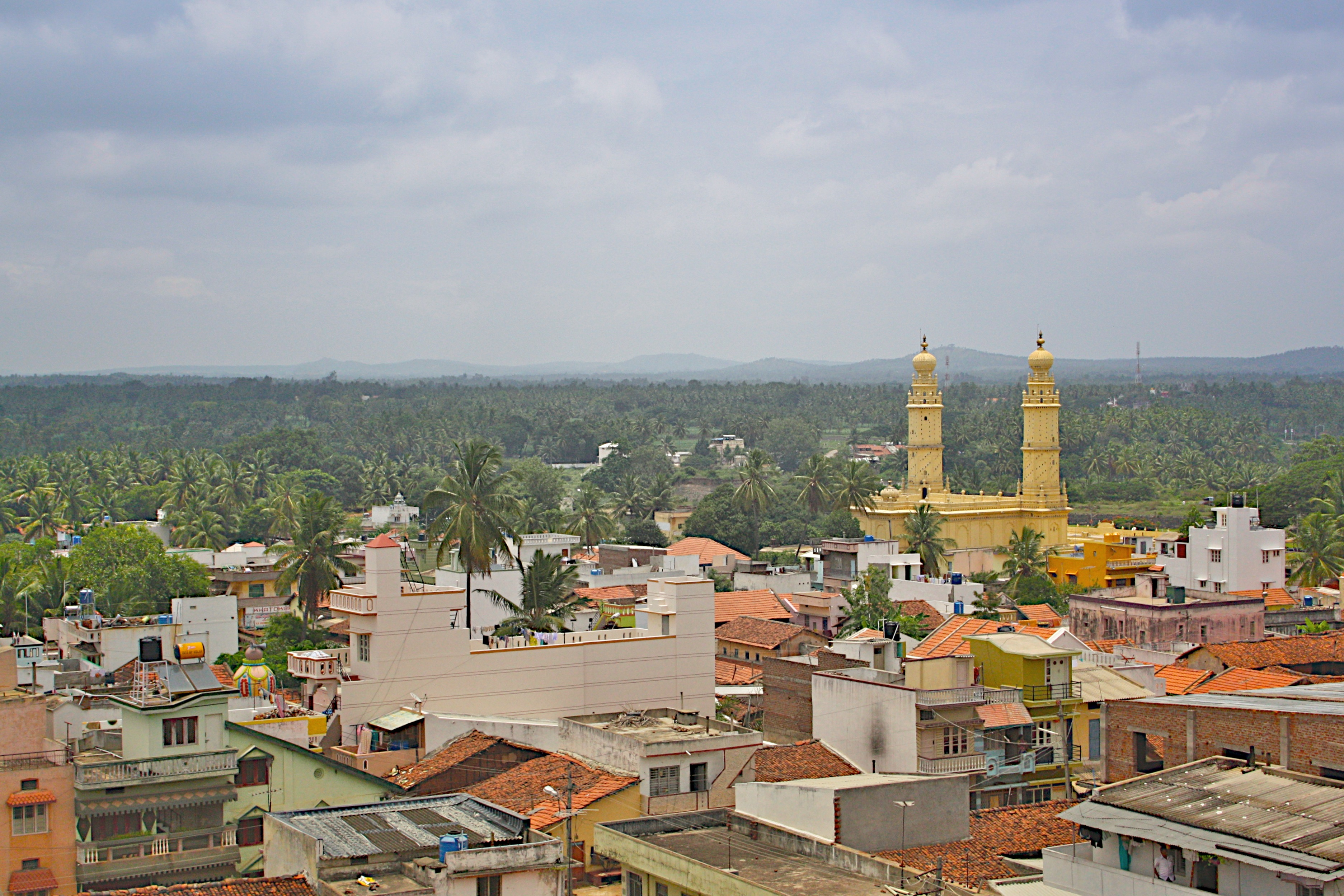
Vy över Shrirangapattana.

Shrirangapattana (alternativt Seringapatam eller Srirangapatna) är en stad i den indiska delstaten Karnataka, och tillhör distriktet Mandya. Folkmängden uppgick till 25 061 invånare vid folkräkningen 2011. Staden ligger på en ö i floden Kaveri, 13 km norr om Mysuru. Tippo Sahib hade sin huvudstad här när han på 1700-talet regerade furstendömet Mysore.
I staden stod ett av slagen mellan Tippo Sahib och Brittiska Ostindiska Kompaniet, och Tippo Sahib dödades också här 1799 under fjärde Mysorekriget.